# Lusia Ogińska
Lusia Ogińska (ur. 17 czerwca 1974 w Koszalinie) – polska poetka, publicystka, dramatopisarka, autorka książek dla dzieci, malarka, ilustratorka.

## Życiorys
Debiutowała w 1998 zbiorem wierszy dla dzieci Świat wokół nas. Do młodego czytelnika adresowane są także Księgi roztoczańskich krasnali barwnie ilustrowane przez samą autorkę. Dotychczas wydano cztery tomy przygód roztoczańskich skrzatów. Podjęła także w swej twórczości problematykę religijną, patriotyczną i historyczną. Napisała wiersze m.in. o Antonim Hedzie-Szarym, bp Kazimierzu Majdańskim, Danucie Siedzikównie, Henryku Dobrzańskim, o. prof. Mieczysławie Krąpcu. Jest autorką wyreżyserowanego następnie przez Bohdana Porębę dramatu narodowego Zmartwychwstanie, który pozostaje w ścisłym związku intertekstualnym z Weselem Stanisława Wyspiańskiego. Jego prapremiera odbyła się 31 maja 2005 na kongresie Samoobrony RP w Sali Kongresowej w Warszawie. Przed wyborami w 2005 wspierała tę partię m.in. zostając autorką jej hymnu wyborczego.
Jest również autorką słuchowisk muzycznych: Wiersze nucone (z jej muzyką), Droga krzyżowa (muzyka Wojciech Zieliński), a także serialu dokumentalnego U źródła prawdy będącego zapisem dwunastu jej rozmów z o. prof. Mieczysławem Albertem Krąpcem OP.
Zajmuje się także malarstwem oraz publicystyką. Jest autorką licznych felietonów – publikowanych głównie na łamach „Myśli Polskiej” i w internetowym serwisie wirtualnapolonia.com.

## Twórczość

### Zbiory poezji
- Tajemnica jasnego warkocza,
- Ojczyzna woła – sonety polskie,
- Śladami Ewangelii

### Księgi krasnali roztoczańskich
- Krasnalowe drzewo,
- Miłosierdzie baby Jagi,
- Skradzione marzenia,
- Wojenna sprawa krasnala Łezki.